# Piastru
Piastrul este o monedă turcească de argint, care a circulat în Țările Române în secolul al XVIII-lea și în prima jumătate a secolului al XIX-lea.
Începând cu anul 1687, sultanul Süleyman al II-lea, în încercarea de a rezolva criza monetară prin care trecea Imperiul Otoman în epocă, a emis un nominal mare din argint, cunoscut sub numele de piastru (în turcă guruș), divizat în 40 parale (în turcă para) care a avut o mare răspândire și în Țările Române.
În 1687, când a fost emis piastrul, asprul a devenit submultiplul său legal; un piastru valora 120 de aspri.
Greutatea piastrului turcesc a variat între 19-24 grame, iar valoarea lui a reprezentat 1/100 dintr-o liră otomană sau 40 parale, sau un taler turcesc.

## Etimologie
Cuvântul românesc piastru este o etimologie multiplă: germană Piaster și franceză piastre. Cuvântul francez piastre este un împrumut din italiană piastra, „lamă de metal”, inițial monedă italiană.